# 塞澤米采

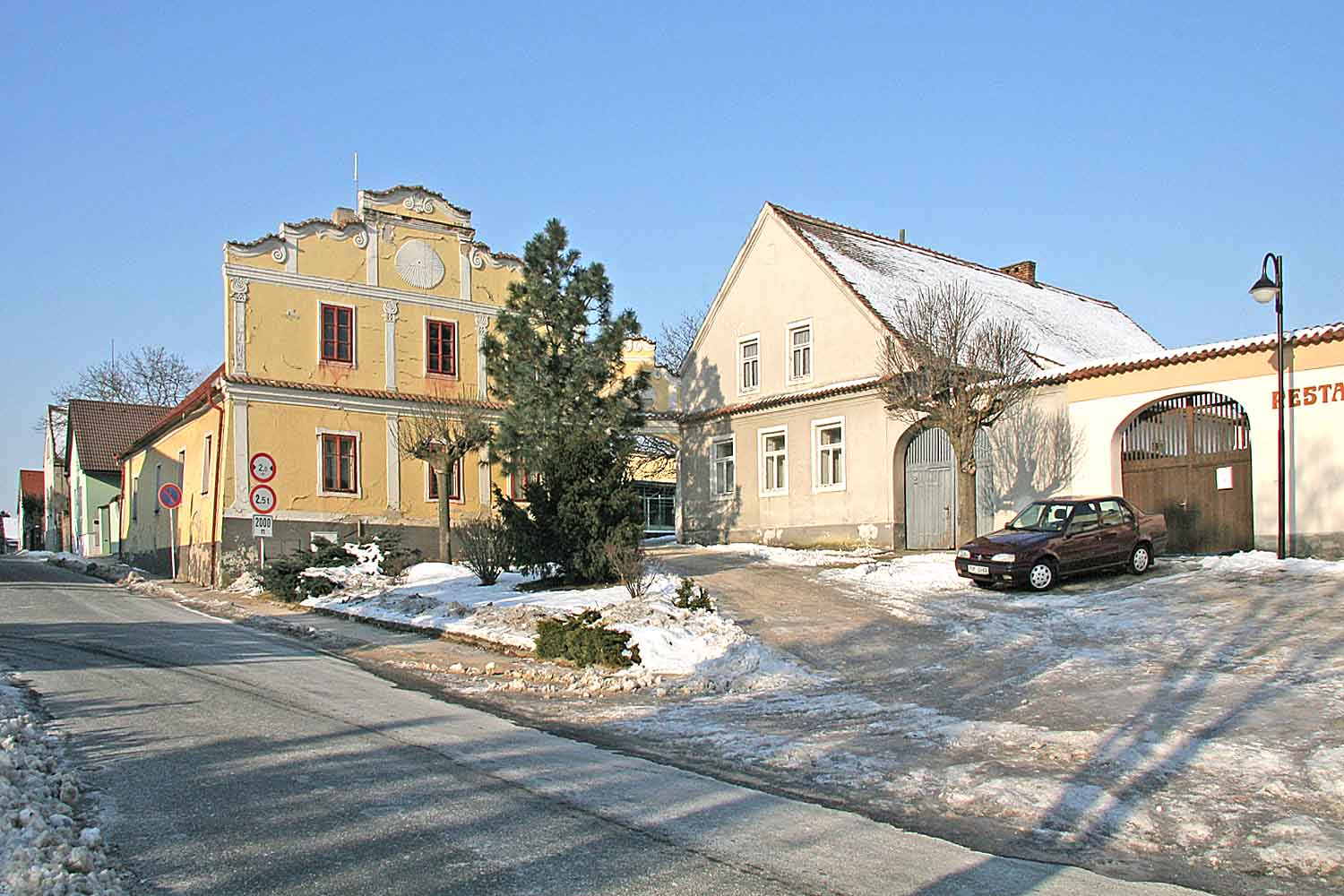

塞澤米采是捷克的城鎮，位於該國北部，距離首府帕爾杜比采6公里，由帕爾杜比采州負責管轄，面積22.15平方公里，海拔高度225米，2006年人口3,115。

## 外部連結
- Municipal website (in Czech) （页面存档备份，存于）